# Mul (India)
Mul è una città dell'India di 22.256 abitanti, situata nel distretto di Chandrapur, nello stato federato del Maharashtra. In base al numero di abitanti la città rientra nella classe III (da 20.000 a 49.999 persone).

## Geografia fisica
La città è situata a 20° 4' 0 N e 79° 40' 0 E e ha un'altitudine di 197 m s.l.m..

## Società

### Evoluzione demografica
Al censimento del 2001 la popolazione di Mul assommava a 22.256 persone, delle quali 11.320 maschi e 10.936 femmine. I bambini di età inferiore o uguale ai sei anni assommavano a 2.845, dei quali 1.483 maschi e 1.362 femmine. Infine, coloro che erano in grado di saper almeno leggere e scrivere erano 14.876, dei quali 8.364 maschi e 6.512 femmine.